# Classe Naniwa
La classe Naniwa  est la première classe de croiseur protégé  construite à Newcastle sur un chantier naval de la W.G.Arsmtrong & Company  pour la Marine impériale japonaise. Elle a participé à de nombreuses actions pendant la première guerre sino-japonaise (1894-95) et la guerre russo-japonaise (1904-05).

## Les unités de la classe
| Nom            | Lancement    | Armement          | Chantier naval                                 | Fin de carrière             | Photo |
| -------------- | ------------ | ----------------- | ---------------------------------------------- | --------------------------- | ----- |
| Naniwa (en)    | 18 mars 1885 | 1er décembre 1885 | W.G. Arsmtrong/Elswick à Newcastle Royaume-Uni | naufrage le 26 juillet 1910 |       |
| Takachiho (en) | 16 mai 1885  | 1er décembre 1885 | W.G. Arsmtrong/Elswick à Newcastle Royaume-Uni | torpillé le 17 octobre 1914 |       |

## Histoire
C'est l'architecte naval japonais Saso Sachū (1852-1907) qui en imagina la conception. Il se servit des caractéristiques techniques du croiseur Esmeralda de la marine chilienne acquis par la marine japonaise sous le nom de Izumi, construit sur les chantiers britanniques de la W.G.Arsmtrong & Company de Newcastle.
À son lancement cette classe de croiseur protégé surclassait ses concurrents. Mais le développement rapide de cette technologie, au niveau de l'armement lourd et du blindage, ne maintint que très peu de temps cette suprématie.
Le prince Kikumaro Yamashina a assisté au lancement en compagnie du constructeur William George Armstrong, fondateur du trust Armstrong Whitworth.
Les deux croiseurs furent perdus avant le début de la Première Guerre mondiale.
Le Naniwa a participé à la bataille de Pungdo et la bataille de Yalu river durant la guerre sino-japonaise (1894-95) ; puis, durant la guerre russo-japonaise (1904-05), à la bataille de Chemulpo avant d'être mis en réserve. Il a été perdu après avoir échoué sur la côte d'Ouroup aux îles Kouriles.
Le Takachiho a participé à la bataille de Yalu river durant la guerre sino-japonaise (1894-95) ; puis, durant la guerre russo-japonaise (1904-05), à la bataille de Chemulpo avant d'être mis en réserve. Alors qu'il participait à l'invasion de la ville chinoise de Qingdao, tenue par l'Allemagne, il fut coulé par le torpilleur allemand S-90 qui lança une unique torpille le 14 octobre 1914 et perdit 271 hommes et officiers, seuls 3 membres d'équipage survécurent.

## Conception
La coque de ces croiseurs était munie d'un pont plat avec un franc-bord élevé pour améliorer la navigabilité. Elle était pourvue d'un bélier à sa proue. Les 2 canons de 260 mm étaient montés en Barbette à l'avant et à l'arrière. Les 6 canons de 150 mm étaient disposés sur chaque flanc, au-dessus du pont, derrière une protection en barbette. Les 4 tubes lance-torpilles étaient aussi installés sur le pont.